# Časová tíseň
Časová tíseň je situace, v níž je člověk nucen aplikovat rychlé rozhodování a jednání v závažných věcech, aniž by měl dostatek času si své jednání promyslet a připravit. Důsledkem je nutnost plánovat a provádět bez dostatečné přípravy a časových rezerv (vykrývajících případná dílčí selhání v synchronizaci jednotlivých kroků) zásadní akce, často i s nedostatečnými zdroji (neboť není dost času zmobilizovat dostupné rezervy) a pouze dílčími a neověřenými informacemi. Časová tíseň z tohoto důvodu prudce zvyšuje pravděpodobnost drobných i závažných chyb a selhání. Extrémní význam má zejména v oblasti vojenství, různých rizikových činnostech, politických a diplomatických jednáních a některých hrách, kde je čas na rozmyšlenou omezen, například v šachu.

## Šachy
I v šachu je časová tíseň kritická okolnost, neboť pro postiženého představuje nevýhodu. Základní rada říká, že soupeř v časové tísni je dobrá věc; hráč s lepším časem však nesmí připustit, aby uměle vytvářel časovou tíseň i pro sebe. Proto musí dál hrát své tahy svým tempem. 
K dobrému zvládání vlastní časové tísně je potřeba maximálně šetřit čas – opakováním tahů a pozic a podobně. Turnajová pravidla FIDE umožňují hráči v časové tísni přerušit zapisování tahů do partiáře a doplnit záznam až poté, co časová tíseň odezní (po časové kontrole).
Přestože je časová tíseň nevýhodou, existují „specialisté“, kteří se do ní dostávají pravidelně a používají ji jako zbraň proti soupeři. Soupeři méně zkušení, se slabším sebeovládáním či příliš sebevědomí totiž často podléhají touze využít příležitosti a ještě více postiženému jeho úlohu ztížit. Sami začnou tahat rychleji (aby nemohl přemýšlet v jejich čase), čímž ale riskují přehlédnutí. Této zdánlivě primitivní psychologické chyby se dopouštějí i zkušení šachisté. Partie tak dostává ráz bleskového šachu, v němž má hráč s dostatkem času určitou objektivní výhodu, „specialista“ na časovou tíseň má ale zase zpravidla lepší předpoklady pro takový druh hry.
Příkladem šachisty pravidelně upadajícího do časové tísně a dosahujícího v ní řady úspěchů je český velmistr Jan Smejkal.